# Donald III d'Escòcia
Donald III d'Escòcia (gaèlic escocès: Domnall mac Donnchada o Domnall Bán, 1040-1097) fou rei d'Escòcia.
Era germanastre de Malcolm III, que va morir en la batalla d'Alnwick; era cap del partit cèltic: es va apoderar del tron i s'enfrontà al fill de Malcolm, Duncan II (1093-1094), que rebria el suport del rei Magnus III de Noruega. Donald III el va rebre de Guillem el Roig d'Anglaterra i va recuperar el tron del 1094 al 1097.